# Jenna Wortham
Jenna Wortham, née le 4 novembre 1982, est une journaliste américaine connue sous le nom de plume Jenny Deluxe.
Féministe intersectionnelle, elle est rédactrice au New York Times Magazine et co-anime le podcast Still Processing, produit par le New York Times.
Elle est co-autrice de l'anthologie visuelle intitulée Black Futures.

## Biographie
Jenna Wortham naît le 4 novembre 1982 dans une famille d'ouvriers, et grandit à Alexandria, en Virginie, aux États-Unis. Elle étudie la biologie et l'anthropologie médicale à l'Université de Virginie, où elle obtient son diplôme en 2004.
Elle sait lire depuis l'âge de deux ans. Dès l'âge de huit ans, elle s'intéresse aux programmes informatiques et aux possibilités de médiatisation des interactions humaines, physiques et virtuelles.
Sur son site officiel, elle utilise les pronoms « she » et « they », de façon non binaire, pour parler d'elle et se présente comme « a sound healer, reiki practitioner, herbalist, and community care worker oriented towards healing justice and liberation ». (« une guérisseuse par le son, une praticienne du reiki, une herboriste et une travailleuse communautaire orientée vers la guérison, la justice et la libération. »). Elle propose une pratique de soins, nommée Sunlove, destinée aux personnes noires, queer et trans', qui vise à créer un espace de résistance permettant de combattre l'oppression de l'intérieur.
Elle vit dans le quartier de Brooklyn, à New-York.

## Carrière

### Journalisme
Jenna Wortham rédige une partie de ses articles sous le nom de plume Jenny Deluxe.
Ses sujets d'écriture abordent principalement les technologies de l'information et la culture, en lien avec l'identité, la « race » et le genre à la télévision,.
Après le collège, Jenna Wortham déménage à San Francisco, où elle a effectue un stage en journalisme pour le San Francisco Magazine et le Girlfriend Magazine, un magazine lesbien. Elle rédige également quelques articles liés à la technologie et la culture pour SFist et Wired.
En 2008, elle rejoint l'équipe du quotidien The New York Times en tant que journaliste technologique et économique, puis intègre, en 2014, celle du New YorkTimes Magazine,. Politico déclare alors que son engagement donne au magazine une puissance éditoriale et un cachet supplémentaire, tout en citant ses nombreux followers, dont plus de 530'000 abonnés Twitter sont répertoriés en décembre 2014 et Beyoncé, qui est une de ses admiratrices.
Jenna Wortham rédige aussi régulièrement des articles dans d'autres médias, tels que Matter, The Awl, Bust, The Hairpin, Vogue, The Dallas Morning News et le magazine musical et culturel The Fader. En 2012, elle est citée dans la liste Root 100 et The Fader mentionne son article sur The Shade Room, titré « Instagram's TMZ », dans sa liste The Best Culture Writing of 2015 (« Les meilleurs écrits culturels de 2015 »).
Jenna Wortham est reconnue pour la qualité de ses reportages technologiques, ainsi que pour ses commentaires sur des sujets culturels. Mallika Rao, chroniqueuse au The Village Voice, la décrit comme capable de contourner les limites de la technologie, de la culture et de l'identité dans ses écrits, en créant son propre petit niche sur Internet, dont elle est la star légitime. Diamond Sharp, rédactrice chez Rookie, salue son une écriture incisive et généreuse ; la qualifiant de l'un des esprits les plus importants du moment dans le domaine des médias.
Le travail de Jenna Wortham est également publié dans les anthologies  (en) An Experience Definitely Worth Allegedly Have: Travel Stories from The Hairpin, (2013) et (en) Never Can Say Goodbye : Writers on Their Unshakable Love for New York, (2014).

### Écriture
En décembre 2020, Jenna Wortham et Kimberly Drew publient une anthologie visuelle intitulée Black Futures,.
Au même moment, elle annonce qu'elle se prépare à publier un recueil d'essais titré Work of Body, dans lequel elle détaille ses expériences formatrices en tant que personne noire et queer, dans le contexte élargi de la technologie et de l'histoire des corps noirs en Amérique. Sur son site officiel, elle explique être en train de rédiger un livre sur le corps et la dissociation.

### Blogues
En 2011, Jenna Wortham crée, aux côtés de Thessaly La Force, le blogue Girl Crush Zine, mis en ligne sur Tumblr et réalisé dans le cadre du média Afterellen, visant à mettre en valeur des femmes qui témoignent de leur amour envers d'autres femmes, à travers l'affection qu'elles ressentent envers un modèle féminin. Parmi les contributrices figurent les écrivaines de fiction Jennifer Egan et Emma Straub.
En novembre 2014, Jenna Wortham lance un blogue appelé Everybody Sexts, qui recueille des anecdotes liées aux échanges de sexting, accompagnées d'images de nudes tirées de ces récits, qui sont ensuite recréés par une série d'artistes, dont Melody Newcomb. Vice Media déclare que cette façon de traiter le sexting est novatrice, car elle transcende le sentiment de culpabilité et présente les comportements sexuels comme une source d'inspiration artistique.

### Podcast
En septembre 2016, Jenna Wortham et son collègue Wesley Morris lancent un podcast culturel appelé Still Processing, produit par le New-York Times et la startup de podcasting Pineapple Street Media. Dès les débuts de l'émission, les critiques sont fortement favorables,. En fin d'année, le podcast est cité parmi les meilleurs de 2016, par The Atlantic, The Huffington Post et IndieWire. En 2020, il est nommé au American Society of Magazine Editors Magazine Award,.

## Bourses
En 2017, Jenna Wortham bénéficie de la première bourse Zora Neale Hurston, lors de la retraite annuelle de Jack Jones Literary Arts. L'année suivante, en 2018, elle reçoit une bourse attribuée par la MacDowell Colony.
En 2020, elle et Wesley Morris sont nommés à la bourse Kelly Writers House.

## Publications
- (en) Jenna Wortham et Kimberly Drew, Black Futures, One World, décembre 2020, 544 p. (ISBN 978-0399181139)